# Moussy-le-Neuf
Moussy-le-Neuf är en kommun i departementet Seine-et-Marne i regionen Île-de-France i norra Frankrike. Kommunen ligger i kantonen Dammartin-en-Goële som tillhör arrondissementet Meaux. År 2022 hade Moussy-le-Neuf 3 255 invånare.

## Befolkningsutveckling
Antalet invånare i kommunen Moussy-le-Neuf
| Referens: INSEE |